# Annone di Brianza

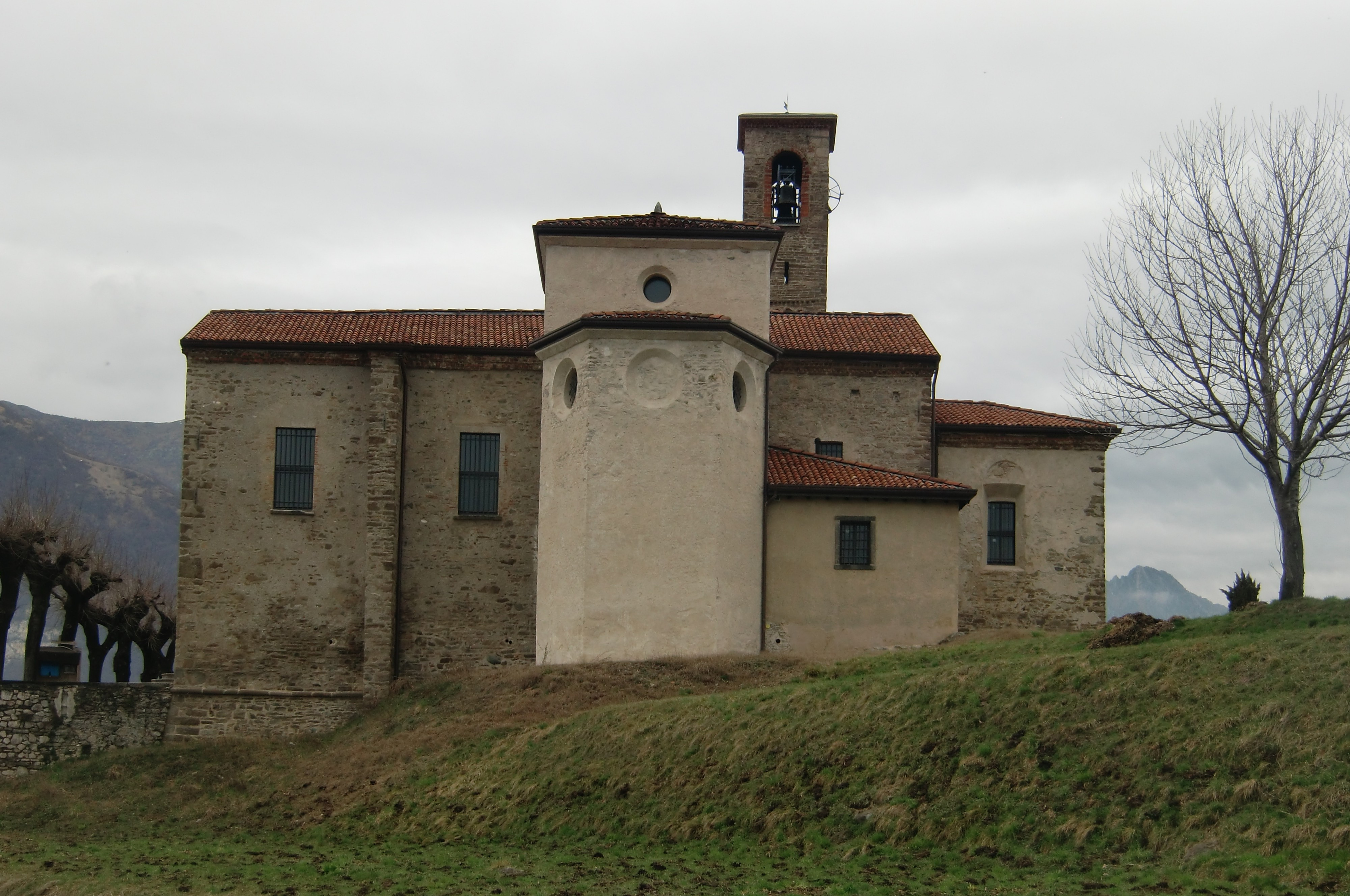
Pfarrkirche Santa Maria e San Giorgio

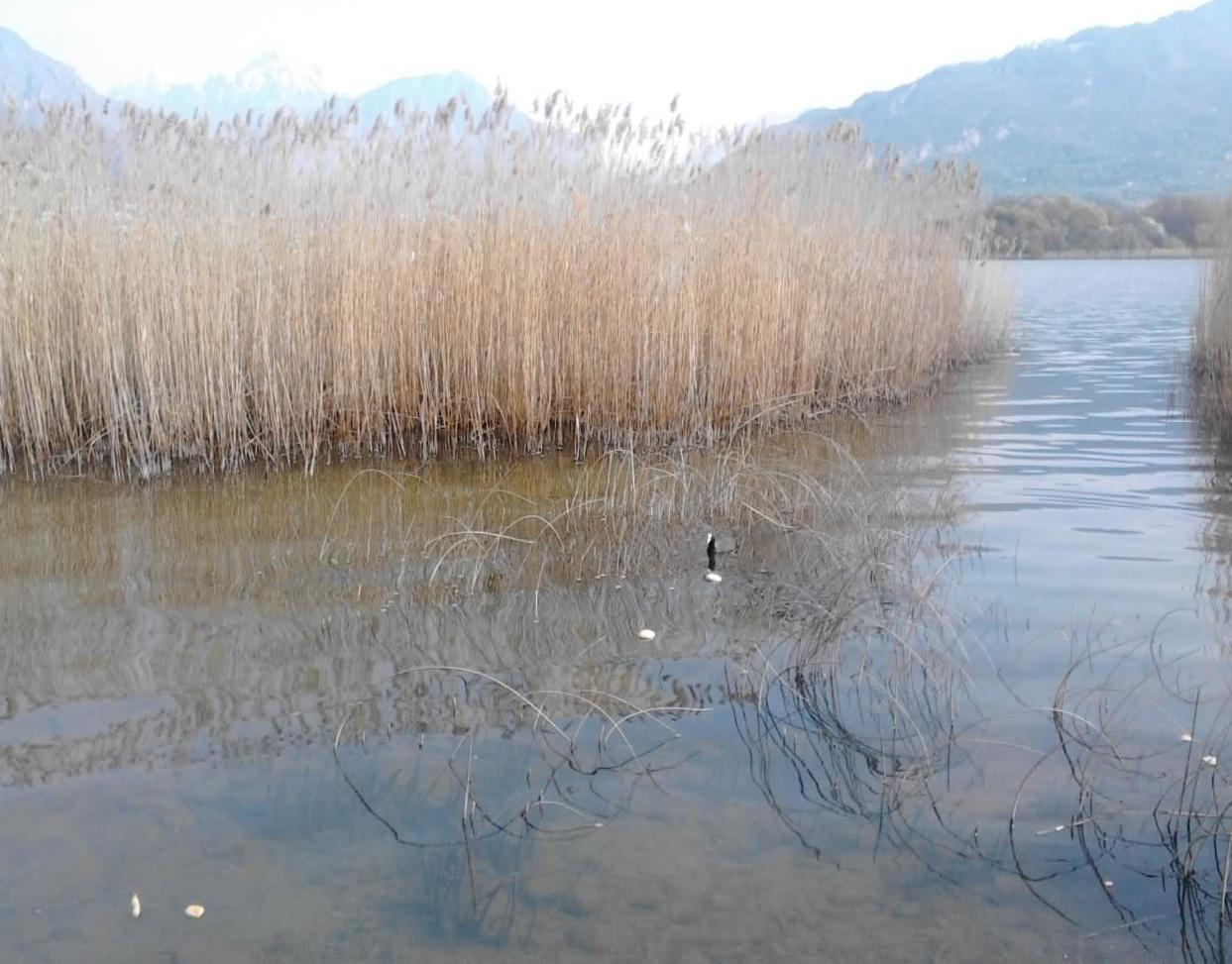
Annone See

Annone di Brianza ist ein Ort mit 2280 Einwohnern (Stand 31. Dezember 2023) in der Provinz Lecco, Region Lombardei.

## Geographie
Die Gemeinde liegt an den Ufern des Annone-Sees, zwischen der Staatsstraße 36 und Oggiono. Im Jahr 1971 hatte die Gemeinde Annone di Brianza eine Fläche von 583 Hektar.
Die Nachbargemeinden sind Bosisio Parini, Cesana Brianza, Civate, Galbiate, Molteno, Oggiono und Suello.

## Geschichte
In prähistorischer Zeit war das Gebiet um den Annone-See auch von der Entwicklung der Polada-Kultur betroffen. Eine der ältesten Aufzeichnungen über die Siedlung ist eine Urkunde aus dem Jahr 880, in der das Dorf als befestigter Weiler beschrieben wird.
Der Ortsname wird im Jahr 880 erwähnt. Im Jahr 1162 stellte Kaiser Friedrich I. (HRR) dem Abt von Civate ein Diplom aus, das die Besitztümer der Abtei, einschließlich der durch Lehen und Verträge mit Privatpersonen erworbenen, bestätigte und jegliche Einmischung und Macht über die Güter und Personen der Abtei verbot: Annone wurde unter den Gütern und Orten (nicht als das gesamte Dorf zu verstehen, sondern als mehr oder weniger große Höfe im Gebiet des Ortes) aufgeführt. In den Statuten für die Straßen und Gewässer des Herzogtums Mailand wurde er in der Gemeinde Oggiono als el locho da Anono aufgeführt. Im Jahr 1411, mit der Bestätigung der bereits von Bernabò Visconti gewährten Immunitäten und Befreiungen für die Ghibellinen Montis Brianzie partium nostrarum Martexane superioris, und in der am 10. Juli 1412 dem Herzog von Mailand Filippo Maria Visconti geleisteten Eidesformel, wurden omnia communia Montisbriantie contrate Martesane genannt, darunter auch Annone.
Im Grundbuch des Herzogtums Mailand von 1558 und den nachfolgenden Aktualisierungen bis zum 17. Jahrhundert wird Annone unter den Gemeinden der Pieve Oggiono aufgeführt. Annone war auch in einem Verzeichnis aller Ländereien im Herzogtum Mailand und andere, die mit ihnen für Salz besteuert wurden aus dem Jahr 1572 aufgeführt. Aus den Antworten, die 1751 auf die 45 Fragen der königlichen Volkszählung gegeben wurden, geht hervor, dass die Gemeinde Annone, die zur Pieve Oggiono gehörte - die bereits 1538 mit den Gemeinden der Pieve Garlate und Oggiono an Giovanni Agostino d’Adda belehnt worden war, damals nicht belehnt war und alle fünfzehn Jahre 105,1,6 Lire für die Ablösung des Lehens zahlte. Weder königlicher noch feudaler iusdicente residierte dort; es erkannte li giudici di Milano (die Richter von Mailand) an, und der Konsul pflegte einen Eid auf der Strafbank des Hauptmanns der Justiz von Mailand abzulegen.
Mit der Aktivierung der Gemeinden in der Provinz Como, auf der Grundlage der territorialen Aufteilung des lKönigreichs Lombardo-Venetien (Mitteilung vom 12. Februar 1816), wurde die Gemeinde Annone in den Bezirk XII von Oggiono aufgenommen.
Annone, eine Gemeinde mit einer Vorladung, wurde durch die spätere territoriale Aufteilung der lombardischen Provinzen (Mitteilung vom 1. Juli 1844) im Bezirk XII von Oggiono bestätigt. Im Jahr 1853 (Notifizierung 23. Juni 1853), Annone, eine Gemeinde mit einer allgemeinen Einberufung und einer Bevölkerung von 1.174, wurde im Bezirk XI von Oggiono.
Nach dem vorübergehenden Anschluss der lombardischen Provinzen an das Königreich Sardinien wurde die Gemeinde Annone di Brianza mit 1.203 Einwohnern, die von einem fünfzehnköpfigen Gemeinderat und einem zweiköpfigen Stadtrat verwaltet wird, gemäß der durch das Gesetz vom 23. Oktober 1859 festgelegten territorialen Aufteilung in das Mandamento V von Oggiono, Bezirk III von Lecco, Provinz Como, aufgenommen.
Bei der Gründung des Königreichs Italien im Jahr 1861 hatte die Gemeinde 1.185 Einwohner (Volkszählung 1861). Bis zum Jahr 1863 behielt die Gemeinde den Namen Annone, danach nahm sie den Namen Annone di Brianza an. Nach dem Gesetz über die Gemeindeorganisation von 1865 wurde die Gemeinde von einem Bürgermeister, einer Junta und einem Rat verwaltet. Im Jahr 1867 wurde die Gemeinde in denselben Kreis, Bezirk und dieselbe Provinz aufgenommen.
Im Jahr 1924 wurde die Gemeinde in den Bezirk Lecco der Provinz Como eingegliedert. Nach der Gemeindereform von 1926 wurde die Gemeinde von einem Podestà verwaltet. Nach der Gemeindereform von 1946 wurde die Gemeinde Annone di Brianza von einem Bürgermeister, einem Gemeinderat und einem Verwaltungsrat verwaltet.

## Sehenswürdigkeiten
- Pfarrkirche Santa Maria e San Giorgio (11. Jahrhundert/1481)[2]
- Villa Sansoni[3]

## Wirtschaft
Um 1850 wurde auf Wasserkraft des Gerenzone basierend von Giuseppe Dell’Era eine Fabrik gegründet, die unter anderem Reißnägel herstellt.